# Ernst Ezechiel Pfeiffer

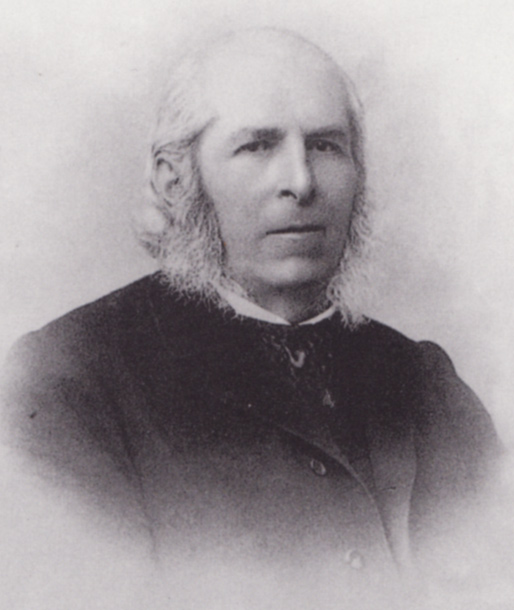
Ernst Ezechiel Pfeiffer

Ernst Ezechiel Pfeiffer (* 14. Mai 1831 in Stuttgart; † 3. März 1904 ebenda) war ein Geheimer Hofrat in Stuttgart.

## Leben
Ernst Ezechiel Pfeiffer war ein Sohn des Hoffaktors Marx Pfeiffer (1786–1842) aus dessen dritter Ehe. Seine Mutter Pauline, geb. Wittersheim (1801–1867), war eine Tochter des Oberrabbiners in Metz. Ernst Ezechiel Pfeiffer wuchs im Pfeifferschen Haus an der Wilhelmsbrücke in Cannstatt auf, dessen Bürgerausschuss er von 1869 bis 1873 angehörte. In den 1870er Jahren zog er nach Stuttgart in die Kanzleistraße 24; später wohnte er in der Langen Straße 63.
Ernst Ezechiel Pfeiffer war wohlhabend. Er hatte nicht nur die Angewohnheit, alljährlich zum Geburtstag des Königs am 27. September schubkarrenweise Markstücke an die Armen des Ortes zu verteilen, sondern ermöglichte auch etwa durch eine Stiftung im Jahr 1897 den Bau des Cannstatter Stadtbades. Der Bau wurde im Jahr 1900 eröffnet und 1944 bei einem Luftangriff zerstört. Eine Gedenktafel im heutigen Mineralbad Cannstatt erinnert ebenso an ihn wie ein Porträtmedaillon von Emil Kiemlen im Kursaal Bad Cannstatt, zu dessen Verschönerung Pfeiffer ebenfalls beitrug.
1879 wurde er Ehrenbürger von Cannstatt. Nach Ernst Ezechiel Pfeiffer wurde 1889 die Pfeiffer-Straße in Cannstatt benannt. 1937 wurde sie in Remscheider Straße umbenannt.
Ähnlich wie Ernst Ezechiel Pfeiffer vermachte auch dessen Bruder Eduard Pfeiffer sein Vermögen einer Stiftung. Das Pfeiffersche Vermögen fiel 1917 an diese Eduard-Pfeiffer-Stiftung.
Ernst Ezechiel Pfeiffer war die letzte Person, die auf dem jüdischen Teil des Hoppenlaufriedhofs bestattet wurde. Er war in Heidelberg kremiert worden, bei der Feier auf dem Hoppenlaufriedhof sprachen Rabbiner Dr. Stössl und Cannstatts Oberbürgermeister Oskar Nast. Ferner sangen die Kinder aus dem Israelitischen Waisenhaus Esslingen und aus der Paulinenpflege.